# Jill, Uncredited
Jill, Uncredited (engl. ungefähr für „Jill, nicht im Abspann genannt“) ist ein Kurzfilm von Anthony Ing, der im Oktober 2022 beim London Film Festival seine Premiere feierte. Der Film porträtiert die Nebendarstellerin Jill Goldston, deren Filmografie über 100 Filme und Serien umfasst, in denen sie als „Uncredited“ geführt wird. Insgesamt hatte sie knapp 2.000 Auftritte in Filmen.

## Inhalt und Biografisches
Im Mittelpunkt des Films steht die äußerst produktive Nebendarstellerin Jill Goldston. Der Film zeigt sie in ihren Rollen von Mr. Bean bis Der Elefantenmensch von David Lynch. In Frenzy von Alfred Hitchcock aus dem Jahr 1972 sieht man Goldston am Bildrand in Richtung Themse rennen, in Aliens – Die Rückkehr von James Cameron aus dem Jahr 1986 steht sie als Technikerin im Raumschiffskorridor, und in Valentino von Ken Russell aus dem Jahr 1977 hält sie einen Drink, direkt hinter Rudolf Nurejew.
Jill Goldston wurde im Mai 1943 geboren und ist seit 1963 mit Geoffrey Goldston verheiratet. Ihre Filmografie bei IMDb umfasst 104 Filme und Serien, beginnend ab dem Jahr 1963, in denen sie als „Uncredited“ geführt wird, darunter neben Der Elefantenmensch auch der Spionagefilm Krieg im Spiegel von Frank Pierson, das Filmdrama Sunday, Bloody Sunday von John Schlesinger oder der Science-Fiction-Film Flash Gordon von Mike Hodges.

## Produktion
Regie führte Anthony Ing. Er hatte mit Jill Goldston Kontakt aufgenommen, die ihm eine Liste mit den Filmen gab, in denen sie zu sehen war.
Die Premiere erfolgte im Oktober 2022 beim London Film Festival. Im Februar 2023 wurde Jill, Uncredited bei den Internationalen Filmfestspielen in Berlin gezeigt. Hierfür war auch Jill Goldston angereist. Mitte April 2023 präsentierte die Berlinale Jill, Uncredited im Kurzfilmprogramm im Rahmen des Festival Format Court in Paris. Im Juni 2023 wurde er beim Internationalen Filmfest Emden-Norderney gezeigt.

## Rezeption

### Kritiken
Andreas Scheiner schreibt in der Neuen Zürcher Zeitung, der Zusammenschnitt, eine 18-minütige Montage, in der Ing Jill Goldstons Auftritte zusammengetragen hat, trainiere das Auge. Er beschreibt Jill, Uncredited als eine kleine filmische Notiz über die Aufmerksamkeit und über die Bedeutung des Bildrandes. Der Film sei wie ein cineastisches Wimmelbild, man schaue den Film hochkonzentriert und versuche Goldston zu finden: „Wo ist Jill?“

### Auszeichnungen
Busan International Short Film Festival 2023
- Nominierung im internationalen Wettbewerb[9]

Internationale Filmfestspiele Berlin 2023
- Nominierung für den Goldenen Bären – Kurzfilm (Anthony Ing)
- Nominierung für den Silbernen Bären / Preis der Jury – Kurzfilm[10]